# Zygmunt Łoziński
Zygmunt Łoziński herbu Lubicz (ur. 5 czerwca 1870 Boracinie, zm. 26 marca 1932 w Pińsku) – polski duchowny rzymskokatolicki, biskup miński w latach 1917–1925, Czcigodny Sługa Boży Kościoła katolickiego, biskup piński w latach 1925–1932.

## Życiorys
Po ukończeniu Rzymskokatolickiej Akademii Duchownej w Petersburgu, 23 czerwca 1895 przyjął święcenia kapłańskie. Za działalność niepodległościową został 17 listopada 1898 skazany przez władze rosyjskie na trzy lata odosobnienia w klasztorze w Agłonie na Łotwie.
W 1905 został proboszczem katedry w Mińsku. W 1906 został wykładowcą Pisma św. i języka hebrajskiego w petersburskiej Akademii Duchownej. W latach 1909–1911 towarzyszył biskupowi Janowi Cieplakowi w jego wizytach duszpasterskich w parafiach imperium Rosyjskiego.
2 listopada 1917 mianowany biskupem diecezjalnym mińskim i konsekrowany 28 lipca 1918 w Warszawie.
Od grudnia 1918, po wkroczeniu bolszewików do Mińska, ukrywał się w przebraniu drwala u okolicznych chłopów. W sierpniu 1919, po odbiciu Mińszczyzny przez Wojsko Polskie, powrócił do swojej diecezji. W czasie drugiej okupacji bolszewickiej pozostał na swoim stanowisku, piętnując spowodowaną terrorem ateizację i niszczenie dóbr kulturalnych. W 1920 roku był członkiem Rady Polskiej Ziemi Mińskiej. Po powołaniu Białoruskiej Socjalistycznej Republiki Radzieckiej został 1 sierpnia 1920 roku aresztowany pod zarzutem działalności kontrrewolucyjnej. Odmówił wówczas podpisania deklaracji lojalności i został po 10 dniach śledztwa uwolniony. Aresztowany ponownie 4 września, osadzony w więzieniu na Butyrkach w Moskwie. Uwolniony po 11 miesiącach dzięki staraniom rządu II Rzeczypospolitej. W chwili zwolnienia ważył zaledwie 43 kg.
2 grudnia 1925 mianowany pierwszym ordynariuszem pińskim, zamieszkał w Nowogródku.
Za odwagę odznaczony został Orderem Orła Białego (11 lipca 1921) i czterokrotnie Krzyżem Walecznych (1922).
Zmarł w opinii świętości w Pińsku i został pochowany w miejscowej katedrze.

## Proces beatyfikacji
W 1957 z inicjatywy diecezji pińskiej rozpoczął się jego proces beatyfikacyjny, który zakończył się na szczeblu diecezjalnym w 1962, po czym akta procesu zostały przekazane Kongregacji Spraw Kanonizacyjnych w Rzymie. W 1990 Stolica Apostolska wydała tzw. Positio, a następnie 10 grudnia 1992 odbyło się posiedzenie konsultorów teologicznych. 9 marca 1993 odbyła się sesja kardynałów i biskupów, po czym 2 kwietnia 1993 papież Jan Paweł II wydał dekret o heroiczności cnót. Odtąd przysługuje mu tytuł Czcigodnego Sługi Bożego. Następnie, 26 września 1997 Kongregacja wydała dekret o ważności dochodzenia diecezjalnego dotyczącego cudu, wymaganego w procesie beatyfikacyjnym.